# Tre (romanzo)
Tre è un romanzo di Tiziano Sclavi pubblicato nel 1988.

## Storia editoriale
Il romanzo venne completato nel 1979 e pubblicato solo nel 1988 in una prima edizione da Camunia; venne successivamente ristampato nel 1994 nella collana Oscar Mondadori; nel 1997 venne pubblicata una nuova versione del romanzo dalla Periplo Edizioni.